# Blazer (kleding)

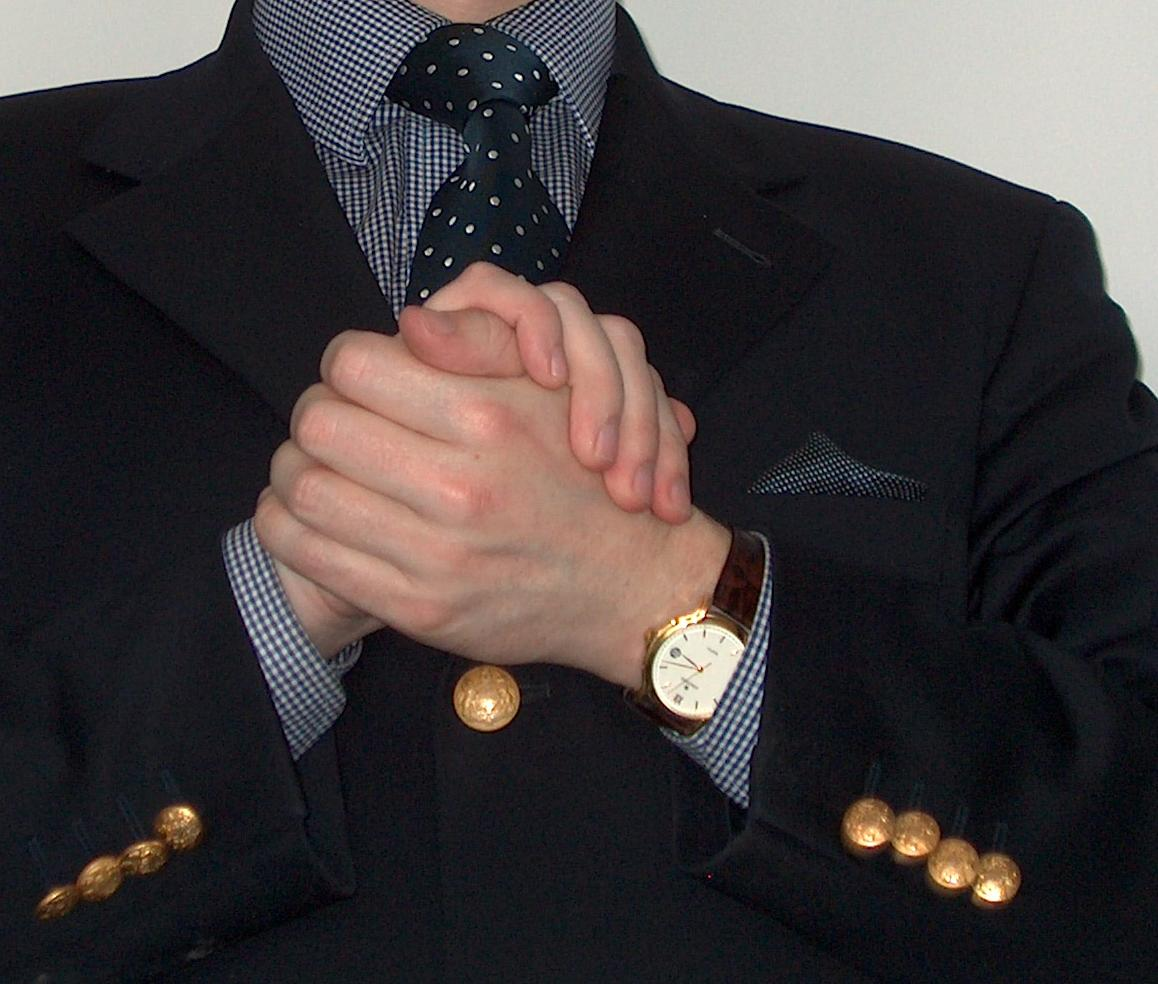
Traditionele blazer met goudkleurige knopen

Een blazer is een kledingstuk, een jas met revers dat sterk lijkt op een colbert. Een blazer is, in tegenstelling tot een colbert, duidelijk informeel en vooral bedoeld voor buiten en tijdens borrels. Ook wordt het als sportief teamuniform gedragen, zoals bij roeien, polo, cricket of zeilen. In dat geval is er vaak een wapen of ander logo op de plek van het borstzakje afgebeeld. De oorsprong van de blazer ligt in de negentiende eeuw bij de Britse roeisport, waarna hij al snel ook populair werd in de Britse Royal Navy. Dit is terug te zien doordat blazers nogal eens uitgevoerd worden met metaalkleurige knopen, soms met een wapen erin gedrukt.
Een blazer is nooit onderdeel van een pak. Het is juist gebruikelijk om hier een broek van een andere kleur onder te dragen. Ook hoeft er geen overhemd of das gedragen te worden maar kan er bijvoorbeeld voor een poloshirt gekozen worden. De blazers hadden oorspronkelijk een dubbele rij knopen (double-breasted) aan de voorzijde. Langzaamaan kwam de enkele rij knopen (single-breasted) in zwang waardoor het jasje makkelijker open gedragen kan worden. Ook werd de blazer steeds vaker gedragen door vrouwen.
Een onderscheidende combinatie is de nautische- of marine-stijl, waarbij een donkerblauwe blazer met gouden knopen, gecombineerd wordt met een witte polo en witte (linnen) broek. Deze stijl is informeel maar toch chique bedoeld en wordt met name gedragen bij zeilwedstrijden, boottochten en gelegenheden die hieraan refereren.